# 益塘水库
益塘水库位于中国广东省梅州市五华县西北部转水镇和潭下镇之间，是以灌溉为主，兼有发电、防洪、养殖、旅游等功能的大（二）型水库。
益塘水库由潭下河上游的潭下库（上库，集雨面积213km2）和矮车河上游的矮车库（下库，集雨面积38km2）组成，两者通过873m的渠道连通。
益塘水库灌区涉及五华县5个镇，32个村，设计灌溉面积5.1万亩，有4条总干渠，总长55.5千米，26条支渠总长83.1千米。
2008年被国家旅游局评为国家AAA级旅游景区，2009年被水利部列为第九批国家水利风景区。